# Geraldine Ferraro
Geraldine Ferraro (26 de agosto de 1935-26 de marzo de 2011) fue una política estadounidense. 
Miembro de la Cámara de Representantes, fue la primera mujer en la historia de los Estados Unidos en ser candidata a la Vicepresidencia del país por el Partido Demócrata en las elecciones presidenciales de 1984.

## Biografía
Ferraro nació en Newburgh, Nueva York. Fue hija de Dominick Ferraro, un inmigrante italiano dueño de dos restaurantes, y Antonetta L. Corrierie, también italiana. Tenía tres hermanos que habían nacido antes que ella, pero uno murió cuando era niño y otro a la edad de tres años. Se doctoró en Derecho en la Universidad de Fordham en 1960.

## Carrera política
En 1979 fue nombrada miembro de la Cámara de Representantes por un distrito electoral de Nueva York. 
En 1984 Ferraro fue elegida por el candidato presidencial Walter Mondale como candidata para la vicepresidencia. Mondale había considerado a otros candidatos como Gary Hart y Jesse Jackson. Aunque Ferraro era católica, la Iglesia católica la criticó por estar a favor del aborto.
De 1993 a 1996 sirvió como embajadora de los Estados Unidos en la Comisión de Derechos Humanos de la ONU, durante la administración de Bill Clinton.
En 1998, se le diagnosticó un mieloma múltiple, aunque no lo hizo público hasta 2001, fecha en la que comenzó a dar charlas sobre su enfermedad.
En 2008, Ferraro expresó su apoyo para la candidatura presidencial de Hillary Clinton.
El 26 de marzo de 2011, fallece a consecuencia del cáncer que la estuvo afectando durante casi 13 años.